# Lynx Air
Lynx Air, legalmente costituita come 1263343 Alberta Inc., era una compagnia aerea canadese a basso costo con sede a Calgary, Alberta. In precedenza aveva operato come Enerjet, ed era stata ribattezzata Lynx Air il 16 novembre 2021. Il primo volo con il nuovo nome ha avuto luogo il 7 aprile 2022, dall'aeroporto Internazionale di Calgary all'aeroporto Internazionale di Vancouver.
Il 26 febbraio 2024 ha terminato tutte le operazioni, attivando la protezione dai creditori.

## Storia

### Enerjet
Enerjet è stata originariamente costituita nel 2006 da un piccolo gruppo di imprenditori, che volevano colmare un vuoto nel servizio fornito dalle principali compagnie aeree canadesi, WestJet e Air Canada, nel "Canada centrale". Nota come New Air & Tours fino al 20 ottobre 2008, ha subito un processo di rebranding diventando Enerjet; questa è stata fondata da nove persone, tra cui Tim Morgan, l'ex vicepresidente senior di WestJet. Il 28 novembre 2008, Enerjet ha ricevuto il certificato di operatore aereo (COA) e la licenza di operatore aereo rilasciati dalla Canadian Transportation Agency. Mentre inizialmente prevedeva di lanciarsi come vettore di linea a basso costo (LCC), si è invece concentrata su operazioni charter che coinvolgevano il trasporto di dipendenti di compagnie petrolifere, come Suncor Energy, nonché servizi charter ad hoc per Air Transat, ritenendo competitivo il mercato dei viaggi leisure dopo il crollo di Zoom Airlines.
Nel 2012, la compagnia aerea era ancora alla ricerca di investimenti per espandersi nelle operazioni di linea a basso costo, e aveva operato alcuni voli tra Calgary e Vancouver durante il periodo di punta delle vacanze, con l'intenzione di espandere i servizi per Kelowna ed Edmonton. Nel 2016, la compagnia aerea aveva adottato due nomi provvisori per il suo progetto low-cost, Jet Naked e FlyToo.
Alla fine del 2018, Enerjet ha annunciato di aver attratto investitori per passare dai voli charter alle operazioni di linea, uno dei quali era Indigo Partners, che aveva investito in altre compagnie low-cost, tra cui Frontier Airlines, JetSmart, Volaris e Wizz Air; Enerjet prevedeva il rilancio come LCC nel 2019.

### Lynx Air
Il 16 novembre 2021, la compagnia ha svelato il suo nuovo nome di Lynx Air, con l'intenzione di iniziare a volare nel primo trimestre del 2022; Lynx Air ha annunciato un ordine per 46 Boeing 737 MAX 8 con consegne previste dall'inizio del 2022, per i sette anni successivi. Nel marzo 2022 sono stati ordinati altri 11 737 MAX 8. La compagnia ha inoltre annunciato l'intenzione di concentrarsi sulle rotte nazionali, per aggiungere solo successivamente destinazioni internazionali. Il 7 aprile 2022 sono stati lanciati i primi voli di Lynx Air. Le sue prime destinazioni internazionali sono state rivelate il 28 settembre 2022, con voli per gli Stati Uniti che inizieranno all'inizio del 2023.
Nel febbraio 2024 Lynx Air ha annunciato l'interruzione di tutte le operazioni. Di conseguenza, la compagnia ha attivato un ordine di protezione dai creditori. Come causa, la dirigenza ha indicato gli alti costi operativi e del carburante, uniti a tassi di cambio sfavorevoli e a una concorrenza agguerrita. L'ultimo volo ha avuto luogo il 26 febbraio. La flotta di Boeing 737 MAX è stata trasferita a WestJet.

## Flotta

### Flotta alla chiusura
Al momento della chiusura, a febbraio 2024, la flotta di Lynx Air era così composta:

### Flotta storica

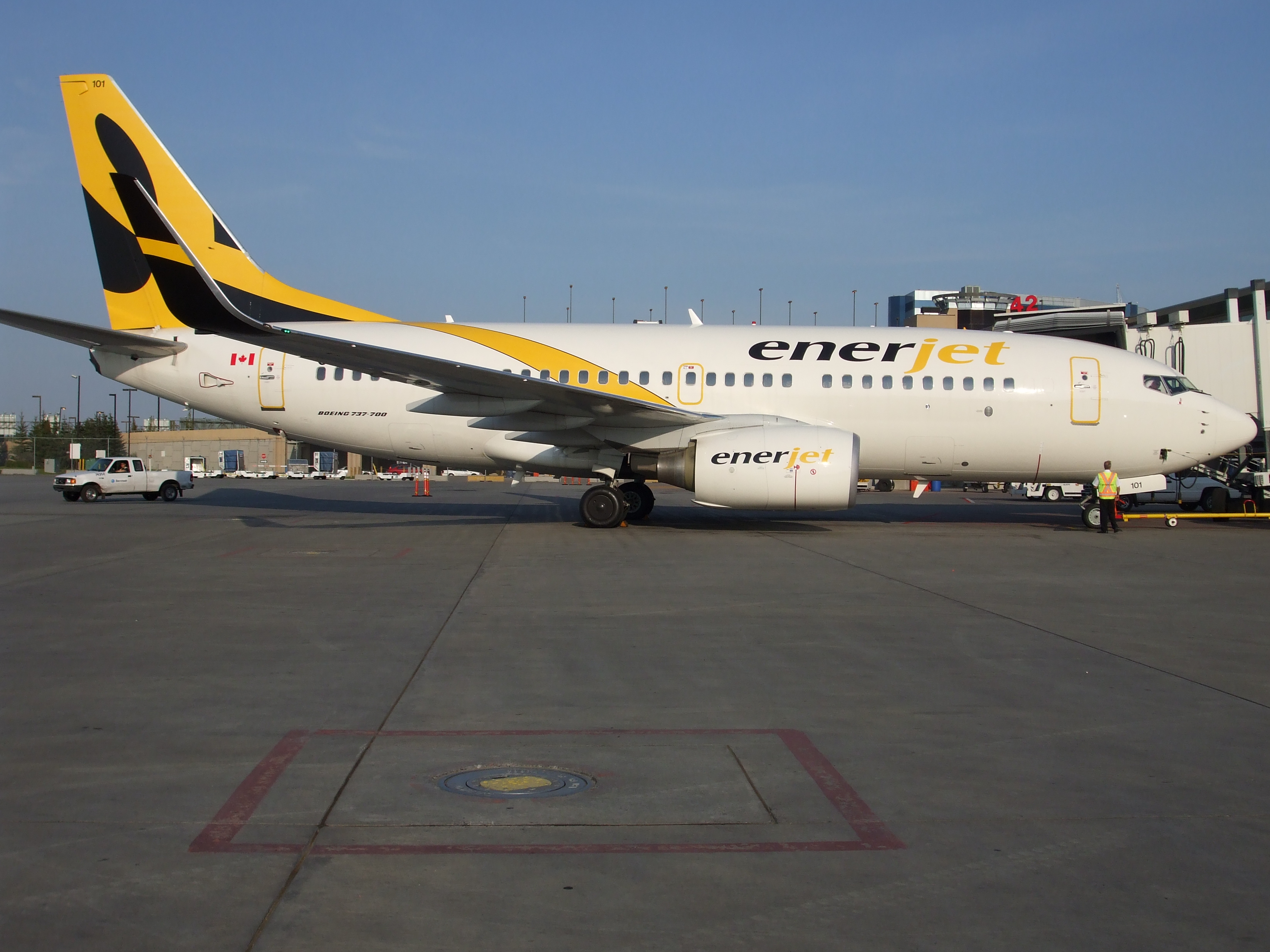
Un Boeing 737-700 di Enerjet.

Lynx Air nel complesso ha operato con i seguenti aeromobili: